# Hieronymi Károly

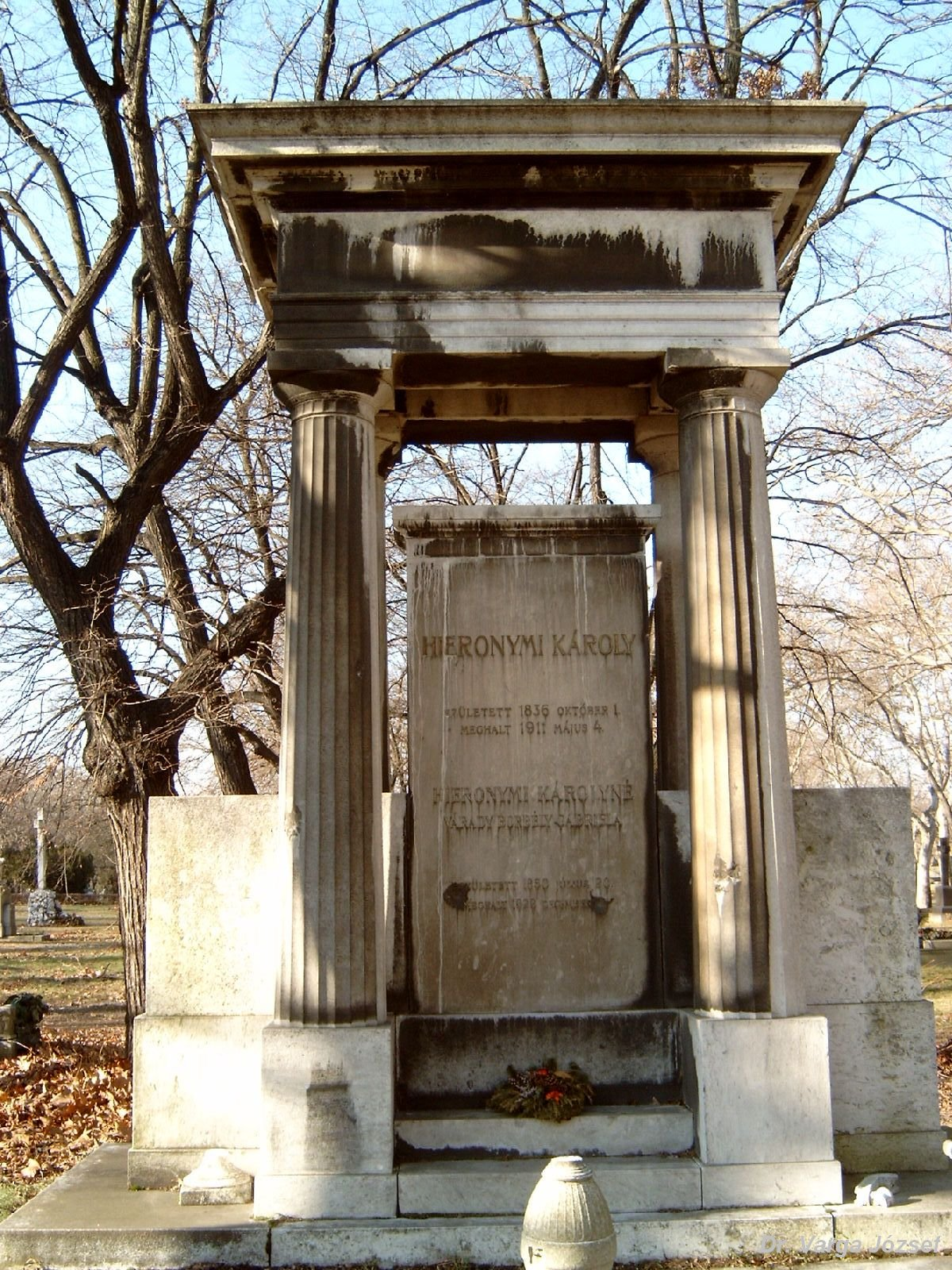
Hieronymi Károly sírja a budapesti Kerepesi temetőben (29/2-1-1. sarok). Kivitelezője Schmidt Gyula.

Hieronymi Károly (Buda, 1836. október 1. – Budapest, 1911. május 4.) magyar politikus, mérnök. Tisza Kálmán híveként, szabadelvű politikusként 1892–1895 között belügyminiszter, 1903–1905 és 1910–1911 között kereskedelemügyi miniszter volt. Mérnöki munkásságát a folyórendezésre és az ármentesítésre összpontosította.

## Életpályája
Hieronymi Ottó Ferenc mérnök fia. Gimnáziumi tanulmányait Pozsonyban és Pest-Budán végezte el, 1852-től pedig a budai Politechnikumban tanult. Mérnöki képesítéssel néhány hónapig a budai városvezetésnél dolgozott gyakornokként. 1857-ben Máramaros vármegyében az irányítása alatt hajtották végre az első tagosítást. 1861-ben a vármegye főmérnökévé választották.
1867-ben Mikó Imre hívására a Közmunka- és Közlekedésügyi Minisztériumnál helyezkedett el mint titkár. 1868-ban Andrássy Gyula kormánya megbízásából Ludvigh Gyulával együtt részt vett egy franciaországi és belgiumi közigazgatási-közmunkaügyi tanulmányúton. Később az út- és középítési, a vízépítészeti, végül a vasúti szakosztály irányítója lett. 1869-ben osztálytanácsosi kinevezésben részesült, 1870-ben miniszteri tanácsos lett. Elkészítette az Alföld – a Tisza, a Körösök és a Maros – vízvédelmi tervezetét, majd 1871-ben megkezdődtek legjelentősebb mérnöki munkájának, a pest-budai dunai rakpartok kiépítési tervének megvalósítási munkálatai. 1874. október 20-ától mint már helyettes közmunka- és közlekedésügyi államtitkár tevékenykedett. 1875-ben hivatalosan is belépett az újonnan alakult, Deák Ferenc vezette Szabadelvű Pártba, s a zsombolyai választókerület országgyűlési képviselője lett. Hosszabb időt Franciaországban töltött, s ott szerzett tapasztalatai alapján hazatértét követően javaslatot tett a közlekedési minisztérium újjászervezése tárgyában (tervét csak 1880-ban kezdték megvalósítani). Néhány magánvasúttársaság állandósuló pénzügyi nehézségeinek megoldására Hieronymi a Közmunka- és Közlekedésügyi Minisztérium államtitkáraként az államosítás eszközét választja. 1880-ben az állam megvásárolja a Tiszavidéki Vasutat és a Zágráb-Károlyváros közötti vasútvonalat.
1882-től közhivatalát feladva az általa újjászervezett Osztrák–Magyar Államvaspálya Társaság vezérigazgatói tisztét töltötte be tíz éven keresztül. Érdemei elismeréseként Lipót-renddel is kitüntették. 1891-ben levezényelte a Magyar Királyi Államvasutak jogi, műszaki és üzemszervezési feladatainak reformját (vasútvonalak tulajdonlása, kezelése stb.).
1892. március 31-én az Osztrák–Magyar Bank főkormányzójává kinevezett Kautz Gyula megüresedett magyarországi alkormányzói helyére a bank nagytanácsa első helyen Hieronymi Károlyt, második helyen Madarassy Pált jelölte. Hieronymi elhárította a kinevezést, mert országgyűlési mandátumáról nem kívánt lemondani, így a pénzügyminiszter előterjesztésére az uralkodó Madarassyt nevezte ki a bank alkormányzóvá.
1892. október 18-ától egy hónapon keresztül az Állami Számvevőszék elnöke volt, majd november 19-én az első Wekerle-kormányban elfogadta a belügyminiszteri tárcát, amelyet 1895. január 15-éig látott el. Több közigazgatási és közegészségügyi reform fűződik a nevéhez, így például tevékeny részese volt az egyházpolitikai törvények kidolgozásának, ő vezette be az állami anyakönyvezés teljes körű alkalmazását, valamint megszervezte a fővárosi kerületi elöljáróságokat és megvalósította a vízművet, jelentősen növelve Budapest vízellátási viszonyait. 1898 decemberében, a Lex Tisza körül támadt botrány miatt több társával együtt elhagyta pártját, de 1899. február 26-án, a Széll Kálmán vezette kormány kinevezésekor visszalépett. Khuen-Héderváry Károly első kormányában 1903. november 3. és 1905. június 18. között kereskedelemügyi miniszter volt, hivatali idejében kísérletet tett a kartellek működését szabályozó törvény megalkotására. 1906. április 8-án szatmárnémeti választókörzetéből nem került be az országgyűlésbe sem. Ekkor végleg elhagyta a Szabadelvű Pártot, s ideiglenesen visszavonult a politikai élettől. Kevéssel korábban, március 18-án már a Magyar Mérnök- és Építész-Egylet elnöki tisztéről is lemondott. 1910 januárjában tért vissza a közéletbe, ekkor már mint a Nemzeti Munkapárt országgyűlési képviselője, s 1910. január 17-étől alig egy évvel később bekövetkezett haláláig kereskedelemügyi miniszter volt Khuen-Héderváry második kormányában. Tagja volt a Corvin Mátyás szabadkőműves páholynak.

## Emlékezete
- Sírja a Kerepesi úti temetőben található.
- Budapesten utcát neveztek el róla (a mai Határőr út a XII. kerületben).

## Munkái
- A közutak föntartásáról. Az útfentartás különböző módjainak, a fentartási költség tényezőinek és ezek megszerzésének ismertetése. Főleg franczia kutfők után, Pest, 1868
- A közlekedés. Pest, 1869 (Statistikai előadások X.)
- A közmunkaügyek állami kezelése. I. Rész. A közmunkaügyek állami kezelése Francziaországban. Bpest, 1874
- A budapesti Dunaszakasz szabályozása Bpest, 1880. (16 táblával. Ism. a Nemzetgazdasági Szemle.)
- Die Theissregulirung. Bpest, 1888
- Törvényjavaslat a közigazgatási biróságokról. Bpest, 1893
- Magyar Királyi Belügyminiszter jelentése az ország közegészségi viszonyairól 1892-ik évben. Bpest, 1893
- Indokolás «a közigazgatási biróságokról» szoló törvényjavaslathoz. Bpest, 1893